# Belagavi
Belgaum ou Belagavi (en kannada: ಬೆಳಗಾವಿ) est une ville d'Inde ayant une population d'environ 488 292 habitants dans l'état du Karnataka.

## Personnalité
- Augustus Raymond Margary (1846-1875), diplomate et explorateur britannique, y est né.